# Взвешенные наносы
Взвешенные наносы — мелкие минеральные частицы (продукты водной и ветровой эрозии водосборов и русел, а также абразии берегов водоёмов), переносимые водным потоком во взвешенном состоянии.
В реках на долю взвешенных наносов обычно приходится 90—95% от общего объёма наносов, поэтому масса их стока является достоверным критерием интенсивности процесса водной эрозии на определённой части суши. Например, на Волге в межень содержание взвешенных наносов составляет 10 г/м³, а на Хуанхэ в паводок — до 40 кг/м³.
Взвешивание и транзит (перемещение по водотоку) взвешенных наносов зависят от турбулентной структуры потока, под влиянием которой происходит непрерывное изменение его локальной мутности (т. н. пульсация мутности). Процессы взвешивания и осаждения наносов в этом случае идут параллельно; если процесс взвешивания преобладает, то дно потока размывается.
Транспорт взвешенных наносов определяется способностью потока поднимать донные наносы (что обусловлено его подъёмной силой) и поддерживать их во взвешенном состоянии (что обусловлено интенсивностью турбулентного перемешивания). При определённых условиях возникает «равновесие» между поступлением наносов в поток и их осаждением, и тогда поток транзитом может переносить на большие расстояния некоторое количество наносов (т. н. транспортирующая способность потока, зависящая от скорости потока υ и гидравлической крупности наносов w).
Скорость, при которой наносы поддерживаются потоком во взвешенном состоянии, и начинается процесс нарушения равновесия донных частиц, называют неизаиляющей υнз; соответственно, скорость, при которой начинается выпадение наносов и заиление дна — заиляющей υз. Если скорость потока υз < υт < υнз, то она называется транспортирующей скоростью взвешенных наносов.